# براندون إنغرام
براندون إنغرام (بالإنجليزية: Brandon Ingram)‏ مواليد 2 سبتمبر 1997 في كينستون، هو لاعب كرة سلة محترف أمريكي. يبلغ طوله 6 قدم 9 بوصة (2.1 م). لعب كرة السلة في جامعة ديوك. انضم إلى لوس أنجلوس ليكرز في 23 يونيو 2016.

## روابط خارجية
- براندون إنغرام على موقع إن بي أي (الإنجليزية)
- براندون إنغرام على موقع سبورتس رفرنس (الإنجليزية)
- براندون إنغرام على موقع كرة السلة الأوروبية.كوم (الإنجليزية)
- براندون إنغرام على موقع DraftExpress.com (الإنجليزية)
- براندون إنغرام على موقع إي إس بي إن.كوم (الإنجليزية)
- براندون إنغرام على موقع كلية كرة السلة في سبورتس رفرنس.كوم (الإنجليزية)
- براندون إنغرام على موقع ريلجم (الإنجليزية)
- براندون إنغرام على موقع بروبوليرز (الإنجليزية)
- براندون إنغرام على موقع سبورتس رفرنس (الإنجليزية)